# Pinangsia
Pinangsia is een plaats (wijk - kelurahan) in het onderdistrict Taman Sari in het bestuurlijke gebied Jakarta Barat (West-Jakarta) in de provincie Jakarta, Indonesië. De plaats telt 10.808 inwoners (volkstelling 2010).